# قائمة العطل الرسمية في ليبيا

## العطلات الرسمية فيليبيا
| التاريخ   | الأسماء             | وصف                                                                                      |
| --------- | ------------------- | ---------------------------------------------------------------------------------------- |
| 17 فبراير | عيد ثورة 17 فبراير. | ذكرى بداية ثورة 17 فبراير 2011.                                                          |
| 1 مايو    | عيد العمال العالمي. | تحتفل بإنجازات العمال.                                                                   |
| 16 سبتمبر | عيد الشهيد (ليبيا). | ذكرى استشهاد عمر المختار عام 1931.                                                       |
| 23 أكتوبر | عيد التحرير (ليبيا) | إعلان التحرير الذي أعلن يوم 23 أكتوبر 2011 في نهاية العمليات العسكرية في ثورة 17 فبراير. |
| 24 ديسمبر | عيد الاستقلال       | ذكرى الاستقلال في عام 1951.                                                              |

وبالإضافة إلى ذلك، وفيما يلي عطل المسلمين وفقا للتقويم الهجري:
| التاريخ             | الأسماء              | وصف                                                              |
| ------------------- | -------------------- | ---------------------------------------------------------------- |
| 1 محرم              | رأس السنة الهجرية    |                                                                  |
| 12 ربيع الأول       | المولد النبوي الشريف | ذكرى ميلاد النبي محمد الذي يحتفل به في معظم أنحاء العالم المسلم. |
| 1، 2، 3 شوال        | عيد الفطر            | يُعرف محلياً في بعض الأحيان بالعيد الصغير.                         |
| 9 ذو الحجة          | يوم عرفة             |                                                                  |
| 10، 11، 12 ذو الحجة | عيد الأضحى           | يعُرف محلياً في بعض الأحيان بالعيد الكبير.                         |